# Mercure de France
Mercure de France fue en su origen una revista literaria francesa fundada en el siglo XVII bajo el nombre de Mercure Galant. Con el tiempo evolucionaría hasta convertirse en casa editorial en el siglo XX.

## La revista

### Le Mercure Galant
El Mercure galant convertido en el Mercure de France es una revista francesa fundada en 1672 y que, tras varias fórmulas y equipos editoriales, desaparece en 1965.
En espíritu, el Mercure galant siguió al Mercure françois fundado por Jean y Estienne Richer a principios del siglo XVII, que, publicado de 1611 a 1648, fue la primera revista francesa en ver la luz.
La revista debía su nombre al dios Mercurio, Mercure en francés, dios romano del comercio y de los ladrones, mensajero de los dioses.

«Vous avez peut eftre entendu déja parler d´une chofe fort extraordinaire qui fe trouve en Pologne, & principalement en Ruffie. Ce font des Corps morts que l´on appelle en latin Striges, & en langue du Pays Upierz, & qui ont une certaine humeur que le commun peuple & plufieurs perfonnes fçavantes affeurent eftre du fang. On  dit que le Demon tire ce fang du corps d´une perfonne vivante, ou de quelques beftiaux, & qu´il le porte dans un corps mort, parce qu´on pretend que le Demon fort de ce Cadavre en de centains temps, depuis midy jufques à minuit, aprés quoy il y retourne & y met le fang qu´il a amaffé. Il s´y trouve avec le temps en telle abondance, qu´il fort par la bouche, par le nez, & fur tout par les oreilles du Mort, en forte que le cadavre nage dans fon Cercueil. Il y a plus. Ce même Cadavre reffent une faim qui luy fait manger les linges où il eft enfevely, & en effet on les trouve dans fa bouche. Le Demon qui fort du Cadavre, va troubler la nuit ceux avec qui le Mort a eu le plus de familiarité pendant fa vie, & leur fait beaucoup de peine dans le temps qu´ils dorment. 
Il les embraffe, les ferre, en leur reprefentant la figure de leur Parent, ou de leur Amy, & les affoiblit de telle forte en fucçant leur fang pour le porter au Cadavre, qu´en s´eveillant fans connoiftre ce qu´ils fentent, ils appellent au fecorts. Ils deviennent maigres, & attenuez, & le Demon ne les quitte point, que tous ceux de la Famille ne meurent l´un aprés l´autre. Il y a de deux fortes de ces Efprits ou Demons. Les unsvont aux hommes, & d´autres aux Beftes qu´ils font mourir de la mefme forte en fuçant leur fang. Le ravage feroit grand fans le remede que l´on y apporte. Il confifte à manger du pain fait, pétry & cuit avec le fang  qu´on recueille de ces fortes de Cadavres. On les trouve dans leurs Cercueils, mols, flexibles, enflez, & rubiconds, & non pas fecs & arides comme les autres Cadavres, quelque temps qui puiffle s´eftre écoulé depuis qu´ils ont efté mis en terre. Quand on les trouve de cette forte, ayant la figure de ceux qui ont apparu en fonge, on leur coupe la tefte, & on leur ouvre le cœur, & il en fort quantité de fang. 
On le ramaffe, & on le mêle avec de la farine pour la pêtrir, & en faire ce pain, qui eft un remede feur pour fe garantir d´une vexation fi terrible. Aprés qu´on leur a coupé la tefte, ceux que l´Efprint tourmentoit la nuit, n´en font plus troublez, & fe portent  bien en fuite. Depuis peu de temps une jeune Fille en a fait l´épreuve. La douleur qu´elle a fentie en dormant l´ayant éveillée pour demander du fecours, elle a dit qu´elle avoit veu la figure de fa Mere qui eftoit morte il y avoit déja fort long-temps. Cette Fille deperiffoit tous les jours, devenant maigre & fans force. On a déterré le Corps de fa Mere qu´on a trouvé mol, enflé & rubicond. On luy a coupé  la tefte & ouvert le cœur, d´où il eft forty grande abondance de fang, après quoy la langueur où elle eftoit, a ceffé, & elle eft entierement revenué de fa maladie. Des Preftres dignes de foy, qui ont veu faire ces fortes d´executions, atteftent la verité de tout ce que je vous dis, & cela eft ordinaire dans la Province de Ruffie. »
(Mercure Galant mayo 1693 páginas 62-69)

Que traducido al español dice:

«Es posible que ya hayan oído hablar de una cosa muy extraordinaria que se presenta en Polonia, y sobre todo en Rusia. Cuerpos muertos al que se les llama en latín Striges, y en el idioma del país Upierz, y que tienen un poco de fluido que la gente común y muchas personas respetables mencionan que es sangre. Se dice que el diablo toma la sangre del cuerpo de una persona viva, o un poco de la del ganado, y la pone en un cadáver, porque afirman que el demonio está en el cadáver y sale en algún momento, de las doce hasta la media noche, después de lo cual vuelve ahí y pone la sangre. Esta se presenta en tal abundancia, que fluye a través de la boca, la nariz, y sobre todo de las orejas, empapando el cadáver en su ataúd. Hay más. Este mismo cadáver consume su misma ropa, y se puede encontrar parte de esta en su boca. El demonio que domina al cadáver, provoca problemas por la noche a los familiares del muerto, y les provoca gran malestar mientras duermen. Los abraza, los pellizca, se presenta con la figura de sus padres o madres, y los debilita chupando su sangre para transportarla al cadáver y al despertar ellos piden auxilio. Los familiares se vuelven muy escasos, y el diablo no saldrá del cuerpo del muerto, hasta que toda la familia muera uno tras otro. Hay dos tipos de estos espíritus o demonios. Algunos van a los hombres, y otros a las bestias que también están muriendo de la misma enfermedad. El remedio contra ellos está en sus cuerpos muertos. Se realiza una mezcla hecha de harina y sangre de los cadáveres, se amasa, se hornea y se consume. En los ataúdes estos cuerpos se presentan flexibles, hinchados y rubicundos, y no putrefactos ni secos al igual que otros cadáveres, algunos conservando estos rasgos semanas después de enterrados. Después de aparecerse en sueños a sus familiares, les abren el corazón y les brota mucha sangre. Esta sangre como se mencionó se recoge, y se mezcla con harina, y hacen de esto un pan, que es un remedio para evitar un terrible final. Después de esto los familiares no vuelven a tener ensoñaciones. Un ejemplo de esto es que desde hace algún tiempo una muchacha joven ha sufrido esta enfermedad. El dolor que sufría durmiendo hizo que despertara a pedir ayuda, dijo que había visto la figura de su madre que había muerto hace mucho tiempo. Esta chica estaba desfalleciendo todos los días, llegando a estar magra y sin fuerza. Hemos desenterrado el cuerpo de su madre y la encontramos, hinchada y rojiza. Abrimos y cortamos el corazón, y brotó una enorme abundancia de sangre, después de lo cual la languidez de la muchacha disminuyó, y ella está totalmente recuperada de su enfermedad. Sacerdotes fieles, testigos de estas ejecuciones, atestiguan la verdad de lo que les digo, y que es común en la provincia de Rusia. »
(Mercure Galant mayo 1693 páginas 62-69)

### Le Mercure de France
El fallecimiento de su creador, en 1710, no afectó a la publicación tomando el relevo Charles Dufresny. Con Antoine de La Roque se produjo el cambio de nombre de la revista que pasó a llamarse Mercure de France. Jean-François de La Harpe asociado con Jacques Mallet du Pan o François-René de Chateaubriand fueron algunos de los ilustres escritores que también asumieron la dirección de la revista. 
En 1825, la revista dejó de publicarse, y reapareció en 1890. El renacimiento de la publicación fue impulsado por Alfred Vallette quien se apoyó en un grupo de amigos que se reunían en el café de la Mère Clarisse y entre los cuales estaban: Jean Moréas, Ernest Raynaud, Jules Renard, Remy de Gourmont, Louis Dumur, Alfred Jarry, Albert Samain y Saint-Pol-Roux. Todos ellos miembros de una corriente artística conocida bajo el nombre de Simbolismo. A pesar de la gran competencia existente en el sector, la revista no tardó en ser reconocida. Su gran demanda la llevó a ser bimensual en 1905. Entre las claves del éxito se encontró la publicación de obras inéditas de Stéphane Mallarmé y de José-Maria de Heredia así como el enfoque serio y gran libertad de expresión que permitía.
En 1889, Alfred Vallette se casó con la escritora Rachilde, cuya obra y personalidad dieron un nuevo impulso a la revista. Autora de Monsieur Vénus, una obra que escandalizó por su contenido sexual, participó en la revista hasta 1924. Fue la encargada de los famosos Mardis du Mercure (Martes del Mercure), una tertulia por la que pasarían muchos de los grandes escritores del siglo XX.

## Historia de la revista

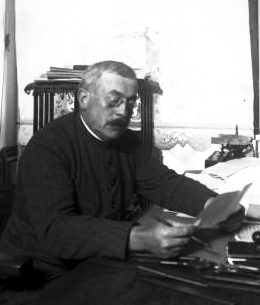
Alfred Vallette en 1909

El Mercure galant emerge en 1672, heredando el espíritu del Mercure françois, la primera revista francesa. Bajo la dirección de Jean Donneau de Visé y se convierte en una fuente de información diversa, incluyendo poemas, historias y noticias además, Goza de un privilegio real y se publica de forma trimestral, luego mensual, hasta 1724.
Tras la muerte de Donneau de Visé, la revista continúa su trayectoria con diversos editores. En 1893, adopta el nombre de Mercure de France y establece una editorial, "Les éditions du Mercure de France". Atrae a autores reconocidos como Mallarmé, Remy de Gourmont y Heredia, consolidando su prestigio literario.
Como muchas otras revistas, Le Mercure de France se lanzó a la publicación de libros. Entre las más destacadas están las primeras traducciones al francés de Nietzsche, los primeros trabajos de André Gide, Paul Claudel, Colette y Guillaume Apollinaire. Más tarde llegarían más autores, como Henri Michaux, Pierre Reverdy, Pierre Jean Jouve, Louis-René des Forêts, Pierre Klossowski, Eugène Ionesco e Yves Bonnefoy.
En 1958, la empresa fue comprada por la editorial Gallimard.
https://wikimonde.com/article/Mercure_de_France

## Evolución y  últimos años
- - Tras la muerte de Donneau de Visé, la revista continúa su trayectoria con diversos editores.
  - En 1893, adopta el nombre de Mercure de France y establece una editorial, "Les éditions du Mercure de France".
  - Atrae a autores reconocidos como Mallarmé, Remy de Gourmont y Heredia, consolidando su prestigio literario.
  - La revista se vuelve bimensual en 1905 y enfrenta la crisis de 1929, pero logra superarla gracias al éxito de autores como Georges Duhamel.
  - Durante  la Segunda Guerra Mundial, la revista se ve envuelta en la colaboración y su director, Jacques Bernard, es condenado a prisión.
  - En la posguerra, Paul Hartman toma las riendas y publica textos de autores como Henri Michaux y Pierre Reverdy.
  - En 1958, las ediciones Gallimard compran el Mercure de France, confiando la dirección a Simone Gallimard.
  - La revista cesa su publicación a finales de 1965, dejando un legado de más de 300 años de periodismo y literatura.

## Autores destacados
- Stéphane Mallarmé.
- Paul Valéry.
- André Gide.
- Marcel Proust.